# Кособа (озеро)
Кособа (каз. Қособа) — пресное озеро в Карабалыкском районе Костанайской области Казахстана. Находится примерно в 1,5 км к западу от сёла Кособа.
Площадь поверхности озера составляет 10,5 км². Наибольшая длина озера — 4,3 км, наибольшая ширина — 3 км. Длина береговой линии составляет 17 км.
По данным топографической съёмки 1958 года, площадь поверхности озера составляет 10,06 км². Наибольшая длина озера — 4 км, наибольшая ширина — 3,1 км. Длина береговой линии составляет 15,4 км, развитие береговой линии — 1,35. Озеро расположено на высоте 212,6 м над уровнем моря.